# 艾克斯-努莱特
艾克斯-努莱特（法語：Aix-Noulette，法語發音：[ɛks nulɛt]）是法国上法蘭西大區加来海峡省的一个市镇，属于朗斯区。该市镇于1790-1794年间由艾克斯（Aix）和努莱特（Noulette）合并而成。

## 地理
艾克斯-努莱特（50°25'33"N, 2°42'35"E）面积10.44 平方千米，位于法国上法蘭西大區加来海峡省，该省份为法国北部沿海省份，西北濒北海，南至索姆省，东临北部省。
与艾克斯-努莱特接壤的市镇（或旧市镇、城区）包括：比利莱米讷、阿布兰圣纳泽尔、列萬、桑昂戈埃勒、苏谢、昂格尔、布维尼布瓦耶夫勒。
艾克斯-努莱特的时区为UTC+01:00、UTC+02:00（夏令时）。

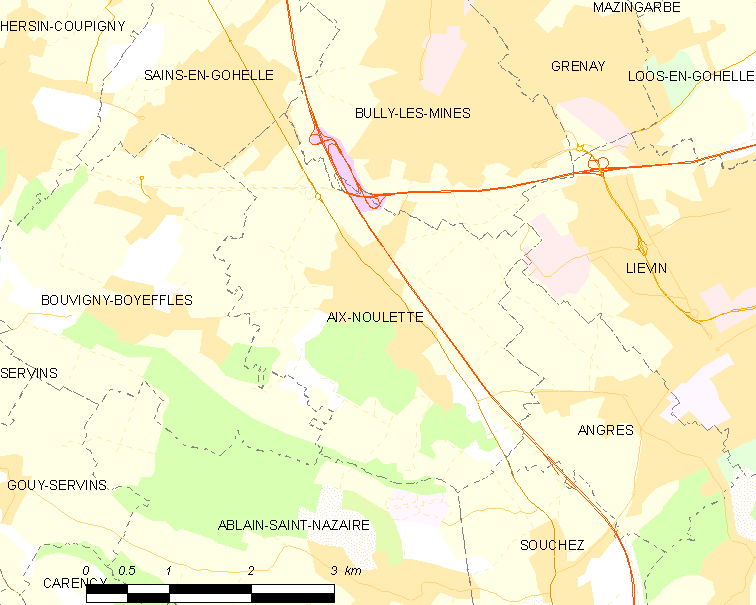
艾克斯-努莱特的OSM定位图

## 行政
艾克斯-努莱特的邮政编码为62160，INSEE市镇编码为62019。

## 政治
艾克斯-努莱特所属的省级选区为比利莱米讷县。

## 人口

1962-2008年间艾克斯-努莱特人口变化图示

艾克斯-努莱特于2022年1月1日时的人口数量为3915人。